# Linguasphere Observatory
O Linguasphere Observatory é uma rede de investigação linguística. Foi criado na França em 1983 e atualmente está instalado no País de Gales. Utiliza um sistema inovador de classificação filológica, no qual inclui uma hierarquia de relacionamentos baseados em parte na percentagem de similaridade lexical entre vocabulários do núcleo da língua, e também num sistema incomum entre genética e categorias geográficas. Também promove o poliglotismo.
Em 1999, o Linguasphere publicou o Registro Linguasphere das Línguas do Mundo e Comunidades de Falantes, a segunda edição é de 2006. Até dezembro de 2005, o diretor do Linguasphere, David Dalby, se envolveu ativamente num projeto de concatenação linguística com a British Standards Institution (BSI). Este projeto visa proporcionar para todos os idiomas do mundo o código alpha-4 de classificação, permitindo assim normalizar os idiomas para a utilização em sistemas de computador. É comum no na divisão geográfica do Linguasphere considerar a América do Sul e a América do Norte como dois continentes diferentes e desconsiderar a Europa como continente, onde no caso o continente é a Eurásia.
Desde 2006, o Linguasphere está em parceria com a UNESCO e a Maaya, uma comunidade virtual de linguistas, na investigação da faceta multilíngue da Internet, e estudando meios de promover uma presença online para idiomas minoritários, bem como o uso da internet como forma de proteção a idiomas ameaçados.